# Хронологія світових рекордів з бігу на 1500 метрів серед чоловіків (коротка доріжка)
Світові рекорди з бігу на 1500 метрів на короткій доріжці визнаються Світовою легкою атлетикою з-поміж результатів, показаних легкоатлетами на аренах із довжиною кола бігової доріжки до 200 метрів, за умови дотримання встановлених вимог.
Світова легка атлетика почала ратифікацію світових рекордів у цій дисципліні на аренах з короткою доріжкою під дахом (в приміщенні) з 1 січня 1987.
Із 1 листопада 2023 ратифікація світових рекордів у цій дисципліні була поширена також і на результати, які будуть показані на короткій доріжці і просто неба.

## Хронологія рекордів
| Результат                             | Атлет                         | Місто змагань | Дата змагань | Примітки          | Відео            |
| ------------------------------------- | ----------------------------- | ------------- | ------------ | ----------------- | ---------------- |
| 3.36,03 (i)                           | Хосе Луїс Гонсалес Іспанія    | Ов'єдо        | 01.03.1986   |                   |                  |
| 3.35,6h+ (i)                          | Маркус О'Салліван Ірландія    | Іст-Ратерфорд | 10.02.1989   | [ 1 ]             |                  |
| 3.34,20 (i)                           | Пітер Елліотт Велика Британія | Севілья       | 27.02.1990   |                   |                  |
| 3.34,16 (i)                           | Нуреддін Морселі Алжир        | Севілья       | 28.02.1991   |                   |                  |
| 3.31,18 (i)                           | Гішам ель Герруж Марокко      | Штутгарт      | 02.02.1997   |                   |                  |
| 3.31,04 (i)                           | Самуель Тефера Ефіопія        | Бірмінгем     | 16.02.2019   | [ 2 ] [ 3 ]       |                  |
| 3.30,60 (i)                           | Якоб Інгебрігтсен Норвегія    | Льєвен        | 17.02.2022   | [ 4 ] [ 5 ] [ 6 ] |                  |
| 3.29,63+ (i)                          | Якоб Інгебрігтсен Норвегія    | Льєвен        | 13.02.2025   | [ 7 ] [ 8 ] [ 9 ] | Відео на YouTube |
| 0 років, 64 дні від дати встановлення |                               |               |              |                   |                  |